# Tannbach
Tannbach är en cirka sex kilometer lång flod i Thüringen och Bayern.
Den rinner upp öster om Gefell i Saale-Orla-Kreis i Thüringen. Den flyter först söderut genom Gebersreuth innan den når byn Mödlareuth. Här spelade den en viktig roll under den tyska delningen genom att dela byn i en nordvästlig del som låg i DDR och en sydvästlig del som tillhörde Förbundsrepubliken Tyskland. Idag går gränsen mellan Thüringen och Bayern här. Nedanför Mödlareuth fortsätter floden mot sydväst, innan den förenas med Saale i Hirschberg.
Namnet Tannbach kommer av trädet gran, på tyska Tanne. Tannbach har gett namn åt den historiska TV-filmen Tannbach – ett krigsöde. Verklighetens Mödlareuth kallas i filmen Tannbach.